# The Legend of Zelda: The Minish Cap
The Legend of Zelda: The Minish Cap (ゼルダの伝説 ふしぎのぼうし Zeruda no Densetsu Fushigi no Bōshi) és un videojoc d'acció-RPG per a la consola Game Boy Advance i el dotzè lliurament de la saga de videojocs The Legend of Zelda. Fou desenvolupat per Capcom i Flagship amb Nintendo com a supervisora del procés de desenvolupament.
Va ser llançat al Japó i a Europa el 2004 i un any més tard a Nord Amèrica i Austràlia. És l'únic joc de la saga Zelda llançat per a la Game Boy Advance.
Com en altres jocs de la saga, The Minish cap ens permet explorar la terra de Hyrule, ja sigui de la forma normal o bé a través dels ulls d'un minish, una raça d'individus diminuts en el qual el protagonista es pot transformar. El joc narra la història de l'espasa del quatre elements així com l'origen del malvat Vaati.

## Recepció
El 2005, el joc havia venut més d'un milió de còpies al món.
En general el joc va rebre crítiques positives. IGN va lloar el joc, així com GameStop, afirmant que contenia els elements clàssics dels jocs anteriors de la saga a més d'incloure noves mecàniques Els gràfics -en la línia de Wind Waker però completament nous- i la música també van tenir una bona recepció.
La queixa principal del joc és la seva durada. Eurogamer afirma que és "massa curt". Encara que 1UP.com aplaudeix el disseny de les masmorres, també coincideix en criticar la seva curta durada. A més a més, IGN critica el sistema de pedres de la sort per ser massa repetitiu